# Sông Cái Bé
Sông Cái Bé là một con sông tại tỉnh Kiên Giang.
Sông bắt nguồn từ xã Hòa Hưng, Giồng Riềng, chảy ngoằn ngoèo và đổ ra vịnh Rạch Giá.
Sông có chiều dài khoảng 80 km, lòng sông rộng từ 100 m đến 200 m, sâu từ 6 đến 15 m. Sông chảy qua các huyện Châu Thành, Gò Quao và huyện Giồng Riềng.
Chế độ dòng chảy của sông vào mùa mưa phụ thuộc vào lượng mưa tại chỗ và một phần nước sông Hậu cung cấp qua các kênh Thốt Nốt, Ô Môn, Thác Lác. Vào mùa khô, sông Cái Bé có phần từ Long Thạnh ra biển bị nhiễm mặn. Hai bên sông có 15 nhánh lớn nhỏ là các kênh nối với sông Cái Lớn và nối với sông Hậu (Cái Nhum, Tổng Quản, Giồng Riềng, Thác Lác, Chưng Bầu, Thốt Nốt, Thị Đội, Cái Đước, Tà Niên,...).